# Compsenia furvizona
Compsenia furvizona är en fjärilsart som beskrevs av George Francis Hampson. Compsenia furvizona ingår i släktet Compsenia och familjen nattflyn. Inga underarter finns listade i Catalogue of Life.